# Oculus Quest
O Oculus Quest é um dispositivo independente com uma plataforma de realidade virtual (tudo-em-um) no formato de um óculos tecnológico de cabeça para jogos eletrônicos (dispositivo tecnológico de imersão em ambiente virtual 3D e em 360°) desenvolvida pela Oculus (divisão da Facebook Inc), no formato de um óculos tecnológico de cabeça que opera com o sistema operacional baseado no Android, lançado em 21 de maio de 2019.
Semelhante ao seu antecessor, Oculus Go, o Oculus Quest é um dispositivo autônomo sem fio quesuporta rastreamento posicional com seis graus de liberdade, usando sensores internos e uma série de câmeras na frente do headset em vez de sensores externos. As câmeras também são usadas como parte do recurso de segurança "Passthrough", que mostra uma visão das câmeras quando o usuário sai de sua área de limite designada. Uma atualização de software posterior adicionou o "Oculus Link", um recurso que permite que o Quest seja conectado a um computador via USB, permitindo o uso com softwares e jogos compatíveis com o Oculus Rift.
O Oculus Quest recebeu elogios por seu preço e conveniência, e por ter melhorado a fidelidade gráfica e rastreamento em relação ao Oculus Go, mas foi criticado por ser pesado e por possuir baixa qualidade gráfica em jogos de VR de PC. No lançamento, também enfrentou críticas por estar limitado aos softwares disponíveis na Oculus Store e não ter compatibilidade com versões anteriores dos softwares do Oculus Go. A introdução posterior do Oculus Link levou a reavaliações do Quest, com os revisores elogiando a maior flexibilidade do dispositivo.
Um modelo sucessor, o Meta Quest 2, foi anunciado em 2020.

## História
Na Oculus Connect 3 em 2016, o CEO do Facebook, Mark Zuckerberg, revelou que a Oculus estava trabalhando em um headset de realidade virtual (VR) autônomo sob o codinome "Santa Cruz". Na Oculus Connect 4 no ano seguinte, foi anunciado que a Oculus planejava lançar kits de desenvolvimento de software para o novo modelo em 2018. Eles também revelaram os controles de acompanhamento, que seriam semelhantes aos controles de toque do Oculus Rift.
Em 2018, na Connect 5, foi anunciado que o novo headset seria conhecido como Oculus Quest e custaria 399 dólares. Na Facebook F8 de 2019, foi anunciado que o Quest seria lançado em 21 de maio de 2019. No lançamento, o dispositivo custava 399 dólares para a versão de 64 GB, e 499 dólares para a versão de 128 GB.
Um modelo sucessor, o Meta Quest 2, foi anunciado em 16 de setembro de 2020. Foi lançado em 13 de outubro a partir de 299 dólares para a versão de 64 GB, e 399 dólares para a versão de 128 GB. A versão 2 possui o chipset integrado Qualcomm Snapdragon XR2, que processa todo o conteúdo visual sem a necessidade de ser conectado a outra fonte de processamento (como computador, celular, ou vídeo-game).

## Especificações
O dispositívo Quest usa o integrado "sistema em um chip" (SoC) com Qualcomm Snapdragon 835 (linha principalmente projetada para dispositivos de RA e VR), com 4 GB de RAM. Três dos quatro núcleos da CPU de 2,3 GHz do chip são reservados para o software, enquanto o núcleo restante e seus quatro núcleos de menor potência são reservados para rastreamento de movimento e outras funções em segundo plano. Ele roda um sistema operacional baseado no Android, com modificações para melhorar o desempenho em aplicativos de VR. Um smartphone executa o aplicativo do Oculus para realizar a configuração inicial.
Uma tela Pentile OLED de diamante é usada para cada olho, com uma resolução individual de 1440 × 1600 e uma taxa de atualização de 72 Hz. O headset usa a tecnologia de lente de "próxima geração" originalmente introduzida no Oculus Go, que ajuda a ampliar o ponto ideal da lente. Artefatos visuais como "raios solares" são menos proeminentes, mas ainda visíveis em cenas com alto contraste. Ele também possui ajuste de distância interpupilar (DIP) física.

### Rastreamento
Ao contrário do Oculus Go, que usava um controle remoto de mão limitado que só suportava rastreamento de movimento limitado, o Quest suporta rastreamento posicional com seis graus de liberdade (em comparação com os três do Go).
Em vez de usar câmeras de sensor externo na área de jogo para rastrear espacialmente o headset e os controles (como foi o caso do Oculus Rift CV1 original), o Oculus Quest utiliza um sistema de rastreamento "de dentro para fora" conhecido como "Oculus Insight". Com base no conceito de localização e mapeamento simultâneos (SLAM), os diodos infravermelhos nos controles Oculus Touch são rastreados por meio de quatro câmeras grandes angulares embutidas na frente do headset. Isso é combinado com a entrada do acelerômetro dos controles e do headset, bem como algoritmos de inteligência artificial (IA) para prever o caminho do movimento quando os controles estão fora do campo de visão das câmeras.
As câmeras também são usadas como parte de um recurso de segurança conhecido como "Passthrough", que exibe uma visão em escala de cinza das câmeras quando o jogador sai de sua área de jogo definida. Na Oculus Connect 6, foi anunciado que o recurso seria atualizado para "Passthrough+" como no Oculus Rift S (que também usa o Insight), tornando-o estereoscópico e corretamente estéreo. Um recurso "Passthrough on Demand" foi adicionado no software do sistema do Quest na sua 15.ª versão, permitindo que o usuário acesse rapidamente a visualização do Passthrough tocando duas vezes no lado esquerdo ou direito do headset.

### Rastreamento manual
Durante a Oculus Connect 6, foi anunciado que o rastreamento manual seria adicionado ao Quest no início de 2020, utilizando aprendizado de máquina, o Oculus Insight e "rastreamento baseado no modelo" para reconhecer a posição e o gesto das mãos do usuário sem um hardware adicional.
O rastreamento manual foi introduzido inicialmente como um recurso experimental em dezembro de 2019, como parte do software do sistema do Quest na sua 12.ª versão. Ele foi limitado à interface do usuário principal e aplicativos integrados selecionados, como o navegador da web. Também foi anunciado que o Oculus Quest SDK seria atualizado para adicionar suporte ao recurso. Em maio de 2020, o rastreamento manual saiu da versão beta e ficou disponível para uso em software de terceiros a partir de 28 de maio.

### Controles
O Oculus Quest usa os controles Oculus Touch de segunda geração. Seus designs foram modificados para acomodar o Oculus Insight, com seus anéis de rastreamento movidos da parte traseira dos controladores para o topo, para que possam ser rastreados pelas câmeras do headset.

### Áudio
O Quest possui alto-falantes embutidos, bem como um par de conectores de áudio de 3,5 mm em cada lado para uso com fones de ouvido externos.

## Acessórios
Embora o Oculus Quest tenha áudio integrado, é possível comprar fones de ouvido oficiais no Facebook.
Após o lançamento do recurso Oculus Link, o Facebook lançou um cabo USB-C oficial de 5 m (16 pés) de comprimento projetado para uso com o recurso. Como a confiabilidade dos cabos USB não alimentados com fios à base de cobre diminui a 10 pés (3,0 m), o cabo é de fibra óptica.

## Software
O Facebook impõe padrões mais rígidos de conteúdo e qualidade para softwares distribuídos no Oculus Quest em comparação com o Oculus Go e Gear VR, inclusive exigindo que os desenvolvedores passem por uma pré-seleção de seus conceitos para demonstrar "qualidade e provável sucesso no mercado". Em 2021, o Facebook introduziu o "App Lab", uma nova seção na loja on-line que permite que os desenvolvedores carreguem e distribuam aplicativos no Quest sem passar pelo processo formal de revisão. O App Lab foi projetado principalmente para oferecer suporte a modelos de acesso antecipado e pode oferecer suporte à distribuição pública.
O Facebook lançou o headset com mais de 50 títulos que consistem em uma mistura de jogos novos e portados, incluindo títulos como Beat Saber, Moss, Robo Recall, Superhot VR e VRChat. Alguns jogos suportam jogabilidade multiplataforma com suas versões para PC.
Na Oculus Connect 6 em setembro de 2019, foi anunciado que a compatibilidade com versões anteriores com mais de 50 aplicativos e jogos do Oculus Go seria adicionada ao Quest. Além disso, os usuários que compraram aplicativos do Oculus Go seriam elegíveis para baixar versões específicas do Oculus Quest gratuitamente até o final de 2019.

### Uso comsoftwareno PC
Na Oculus Connect 6, o Facebook anunciou o Oculus Link, uma função que permite que o Quest seja usado com software compatível com o Oculus Rift em um PC via USB. Ficou disponível em versão beta em 12 de novembro de 2019, como parte do software do sistema do Quest na sua 11.ª versão. Inicialmente, o Link suportava apenas conectores USB 3.0. Em maio de 2020, foi adicionado suporte para USB 2.0, embora o Facebook ainda recomende o uso de cabos USB 3.0.
Em 13 de junho de 2021, Zuckerberg afirmou que o Oculus Air Link, um recurso do Quest 2 que permite que o Link seja usado em uma conexão Wi-Fi local, chegaria em breve ao Quest original.

## Recepção
Scott Stein, da CNET, opinou que o Quest é "improvavelmente incrível por seu tamanho e preço de 399 dólares", e o comparou ao Nintendo Switch em termos de conveniência. Stein elogiou seu sistema de câmera e controles de movimento, bem como sua qualidade gráfica por estar mais próxima da qualidade de PC do que o Oculus Go (embora ainda limitado em detalhes devido ao uso de hardware de computação móvel). O Quest foi criticado por ser uma plataforma fechada no lançamento — com software limitado à Oculus Store e não ser compatível com softwares lançados para o Oculus Go. Adi Robertson, do The Verge, compartilhou opiniões semelhantes, observando que o Quest era mais pesado e não tão confortável quanto o Rift S, e que seus títulos de lançamento não eram do mesmo calibre que o Oculus Rift de PC em termos de tamanho ou fidelidade gráfica, mas que o Quest ainda incluía um controle deslizante de DIP físico ao contrário do Rift S.
Em maio de 2020, o The Verge reconheceu que o Quest melhorou desde o seu lançamento e se tornou "a coisa mais próxima que existe de um headset VR elegante e quase convencional", citando uma biblioteca de softwares em expansão e a capacidade de usar o headset com um PC via USB por meio do recurso Oculus Link (e por Wi-Fi usando o software de terceiros carregado por sideload Virtual Desktop, que não era "visivelmente pior" do que fazê-lo por USB em sua experiência). Argumentou-se que o Quest "funciona tão bem por si só que é um ótimo sistema por si só", enquanto o Oculus Link permitiu que ele também funcionasse como um headset VR de PC "credível". Mais uma vez, observou-se que o Rift S era menos pesado na frente e que sua tela "troca contraste por resolução e taxa de atualização ligeiramente mais altas" — mas que nem ele nem o Valve Index "funciona como um headset VR sem fio autônomo perfeitamente bom" como o Oculus Quest. A VentureBeat sentiu que o Oculus provavelmente estava "preparando o cenário" para descontinuar a linha Rift em favor da linha Quest, argumentando que "se o Link funcionar como esperado, a maioria dos usuários terá pouca ou nenhuma ideia do que está perdendo — a câmera extra do Rift S, os FPS, e diferenças de resolução não importarão muito."

### Vendas
Duas semanas após o lançamento, a Oculus anunciou que havia vendido cerca de 5 milhões de dólares em conteúdo para o Oculus Quest. Na Oculus Connect 6, foi anunciado que o Quest havia criado mais de 20% da receita gerada de todas as plataformas da Oculus, totalizando 20 milhões de dólares. Também foi relatado durante o mesmo evento que o Quest havia, de longe, a maior taxa de retenção de todos os seus fones de ouvido. 317 mil unidades foram vendidas no quarto trimestre de 2019.

## Evolução

### Quest 2
Em 2020, um modelo sucessor foi anunciado chamado de Meta Quest 2. Que tal como a primeira geração, a versão 2 funciona de modo autônomo (sem necessidade de computador). Com design semelhante, mas com mudança no exterior que foi substituído por um plástico de cor branca e um protetor facial preto. A alça também foi alterada para uma versão em tecido, substituindo a alça elástica do antecessor. Possui um peso de 503 gramas (17,7 onças).
O Quest 2 ainda usa o "sistema em um chip" (SoC) com Qualcomm Snapdragon XR2, com 6 GB de RAM (aumento de 2 GB em relação à primeira geração). Possui um armazenamento interno com capacidade de 128 GB e 256 GB. Sua tela é um painel LCD de troca rápida singular com uma resolução de 1832×1920 por olho, que pode ser executado em uma taxa de atualização de até 120 Hz (um aumento em relação à resolução de 1440×1600 por olho a 72 Hz do Quest).
Houve substituição do controle manual deslizante que ajusta a distância interpupilar (DIP do inglês: IPD); o atual permite mover as lentes em apenas três posições predefinidas: 58 mm (configuração 1), 63 mm (configuração 2) e, 68 mm (configuração 3), movendo fisicamente as lentes em cada posição, eliminando o incômodo ajustador granular de DIP.